# Trial (Sport)

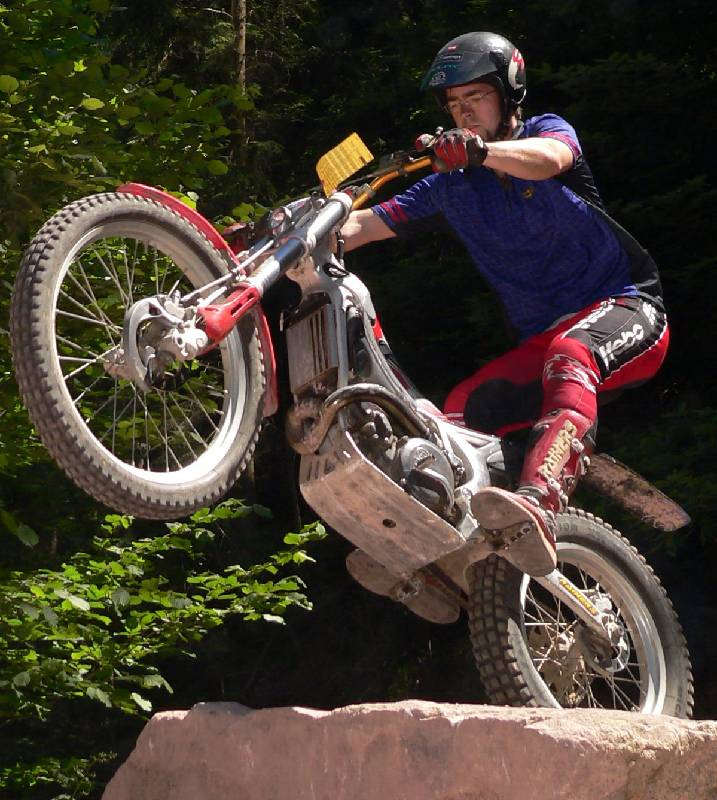
Trial-Motorrad

Trial-Wettkämpfe oder Trials (engl. trial „Prüfung“) sind Geschicklichkeitsprüfungen in schwerem Gelände, bei denen weder die Streckenbegrenzungen bzw. Markierungen berührt noch zum Stillstand gekommen werden darf. Die gefahrene Zeit spielt für die Platzierung keine Rolle. In England werden Trials seit der Entwicklung des Automobils bestritten.

## Motorrad-Trial

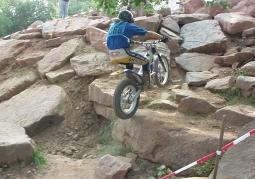
Trial im Leistungszentrum Großheubach

Der Begriff Trial stammt aus England, wo schon seit Beginn der 1910er Jahre Motorradfahrer versuchten, mit den zu jener Zeit hergestellten Motorrädern unwegsames Gelände zu durchqueren. Bald entstanden den Geländeschwierigkeiten besser angepasste Maschinen, die Fahrtechniken verfeinerten sich im Lauf der Entwicklung, und Trialfahrer wurden Meister der Balance und des Stils, womit sich diese Motorsportart zur Hohen Schule des Motorsports auf zwei Rädern entwickelte.
Im Vordergrund steht beim Motorrad-Trial die Maschinenbeherrschung in den „Sektionen“ genannten Sonderprüfungen. Die Fahrtzeit spielt eine untergeordnete Rolle, obwohl die Höchstfahrzeit festgelegt ist, um eine Veranstaltung überhaupt im Griff zu behalten. Diese Sektionen sind von erfahrenen Spezialisten ausgesucht; ein mindestens 1,2 m breiter Kurs durch Gräben, Schlamm, über Wurzeln, Steine und hohe Stufen, enge Kehren um Bäume oder andere Hindernisse herum ist möglichst fehlerfrei zu durchfahren. Anfang und Ende der Sektion sind mit A- und E-Schildern gekennzeichnet, nur zwischen diesen wird eine Punktwertung durchgeführt. Fehlerfrei bedeutet, alle Schwierigkeiten fahrend zu überwinden, also nicht anhaltend, schiebend oder gar stürzend, aber auch ohne Nachhelfen mit den Füßen. Dies sind alles Fehler, die dem Fahrer auf einer mitgeführten Punktekarte mit unterschiedlicher Wertung vermerkt werden.
Der Trialfahrer fährt meist langsam, manövriert Vorder- und Hinterrad zentimetergenau, hebt mit einem Gasstoß das Vorderrad gekonnt eine Stufe herauf und überspringt Hindernisse, immer im Bestreben, die Sektion fehlerfrei zu absolvieren. Punktrichter beobachten jede Bewegung von Fahrer und Maschine, nicht der schnellste „dab“, das leichte Aufsetzen eines Fußes auf den Boden, darf ihnen entgehen. Der richtige Schwierigkeitsgrad einer Sektion gilt dann als erreicht, wenn sie von zwei oder drei Fahrern ohne Fehler bewältigt wird.
Gefahren wird mit speziellen Trial-Motorrädern. Die Maschinen haben große Bodenfreiheit, geringes Gewicht, großen Lenkeinschlag sowie Motoren, die auf die geringste Drehung des Gasgriffes reagieren. Ein wichtiger Faktor sind außerdem die Reifen, erst der richtige Reifen in Verbindung mit einem der Sektion angepassten Luftdruck sichert den nötigen Vortrieb.
Motorrad-Trial besteht im Wesentlichen aus zwei Sparten, dem Oldtimer-Trial und „modernem“ Motorrad-Trial. Es gibt für beide Arten Wettkämpfe.
Wettkämpfe bestehen aus vier Runden mit meist 7 oder 8 Sektionen. Es gibt aber auch Wettkämpfe mit drei Runden je 10 Sektionen. Die Sektionen sind meistens mit einem Absperrband (rot/weiß), einem A(Anfang)- und einem E(Ende)-Schild gekennzeichnet. Für Gerechtigkeit in Sachen Schwierigkeitsgrad sorgen verschiedene Klassen, die in Farben unterteilt sind. Jeder Teilnehmer erhält jede Runde eine Punktekarte, auf der seine „Strafpunkte“ eingetragen werden:
- Absetzen des Fußes: 1 Strafpunkt (maximal 3 möglich; dann durchfüßeln der Sektion gerechtfertigt)
- Sturz, Rückwärtsrollen oder Abstellen des Motors: 5 Strafpunkte (erfordern das Verlassen der Sektion)

Auch Indoor-Trial hat seinen Ursprung in England. Diese Hallenvariante entwickelte sich erst vor einigen Jahren, als man den Sport einer größeren Öffentlichkeit bekannt machen wollte.
Jede Mannschaft hat drei Motorrad-Fahrer, von denen jeder ein Drittel der Sektionen fahren muss. Bei sechs Sektionen muss also jeder Fahrer zweimal fahren. Es gibt folgende Bewertungen: Ohne Fuß auf der Erde: 0 Punkte; Ein Fuß: 1 Punkt; Zwei Füße: 2 Punkte; Drei mal Füße: 3 Punkte; mehr als drei Füße: 3 Punkte; Sturz: 5 Punkte; Verlassen der Sektion: 5 Punkte. Bei 5 Punkten wird der Fahrer ausgeschlossen. Der Motorrad-Fahrer mit den wenigsten Punkten gewinnt.

## Auto-Trial

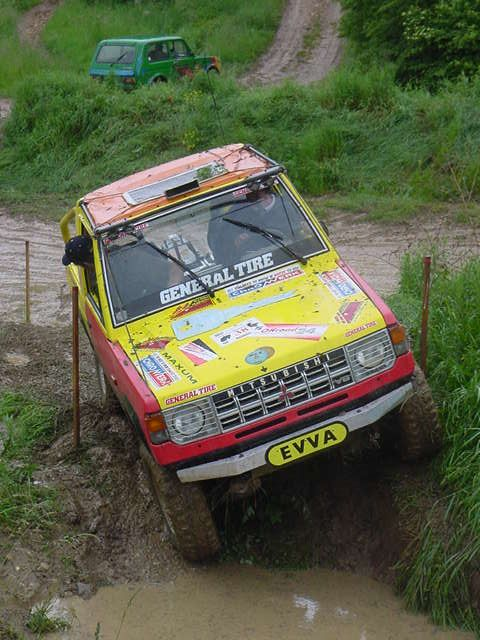
Trial (PKW)

Trial-Autos waren bis in die 1980er-Jahre hauptsächlich Eigenkonstruktionen aus einem dünnbeplankten Gitterrohrrahmen mit einem alten Gebrauchtwagenmotor.
Ein Kurbelgriff am Lenkrad und je eine separate Handbremse auf das rechte und linke Hinterrad optimieren das Handling.
Die Trials waren insbesondere in den späten 1940er- und 1950er-Jahren auf den britischen Inseln populär, da man auch mit beschränkten finanziellen und materiellen Mitteln, aber enthusiastischer „Bastelei“ packenden Motorsport präsentieren konnte. Viele Rennfahrer der höheren Klassen verdienten sich wie bei den Bergrennen hier ihre ersten Meriten, wie zum Beispiel Ken Wharton, der es bis in die Formel 1 schaffte.

## LKW-Trial

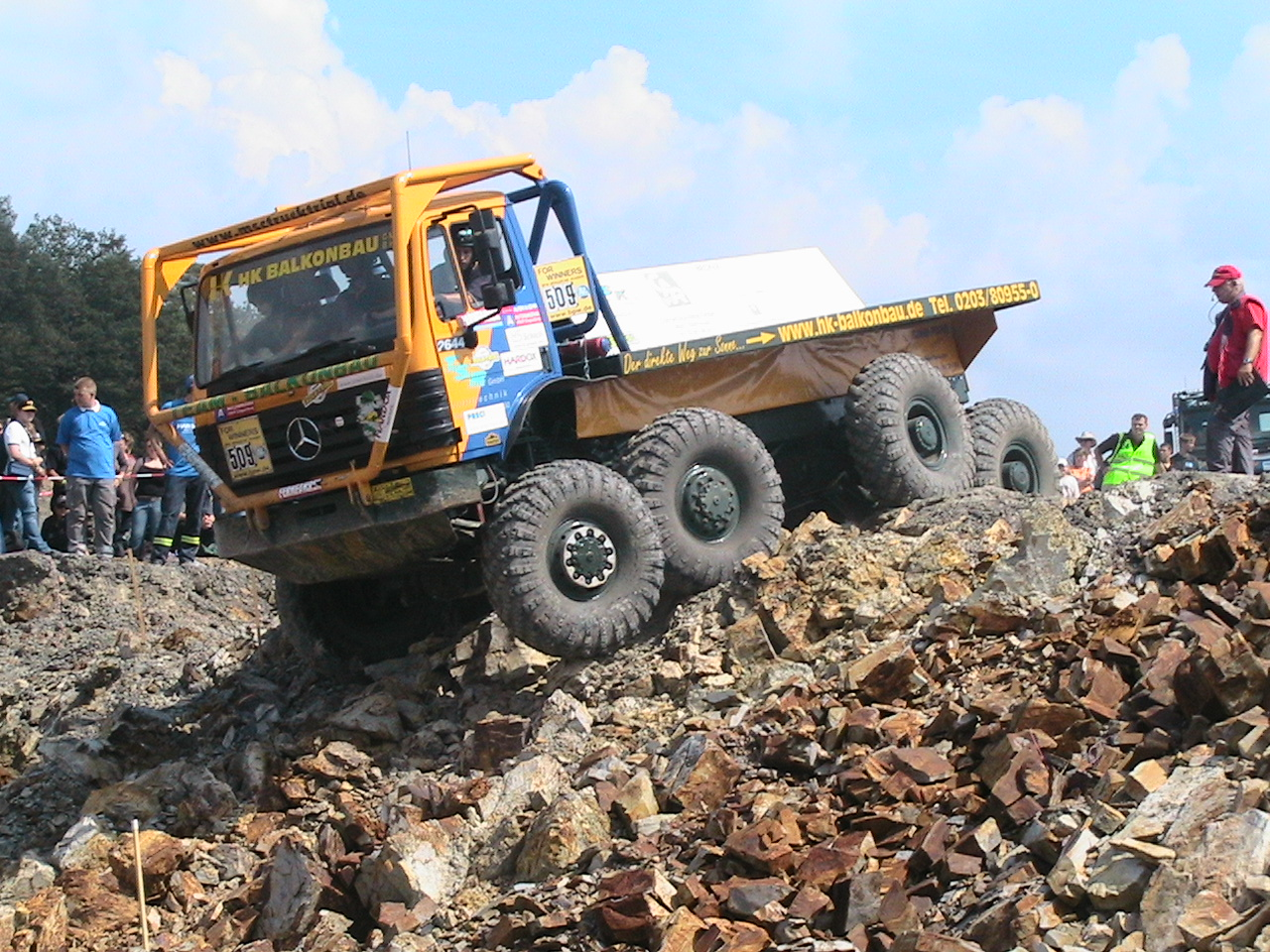
Trial (LKW)

Die LKW-Trials (auch Truck-Trials genannt) gibt es seit den 1980er-Jahren. Die LKWs fahren mit speziellem Allradantrieb und Kurzchassis auf extremen Parcours. Bei der Europameisterschaft und der Deutschen Meisterschaft wird in fünf seriennahen (S1–S5) und zwei Prototypenklassen (P1–P2) gefahren.

## Einrad-Trial

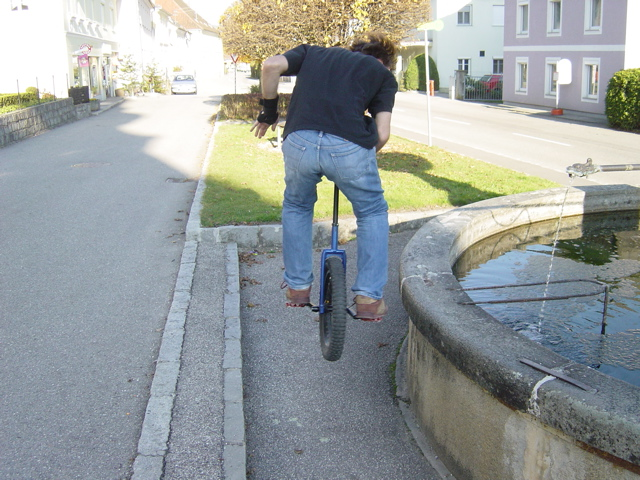
Einrad-Trial

Ähnlich dem Motorrad-Trial entwickelten auch Einradfahrer eine Variante des Trial-Sports. Stabile 20-Zoll-Trial-Einräder mit einem weichen, breiten Reifen dienen als Trial-Gerät. Gefahren wird über Paletten, dünne Rohre oder Geländer, Baumstämme usw. Grundsätzlich sind die Hindernisse dem Fahrrad-Trial sehr ähnlich. Kris Holm ist der bekannteste und einer der besten Einrad-Trial-Sportler der Welt. Er beeinflusste diesen Sport auch am meisten.
Als Regelwerk dienen den Einrad-Trial-Sportlern die sogenannten „free trials“-Regeln, die von Kris Holm geschrieben wurden. Meist wird pro geschaffter Trial-Line ein Punkt vergeben. Wer innerhalb eines bestimmten Zeitraumes auf einem Trial-Parcours mit vielen „Lines“ die meisten Punkte schafft, gewinnt. Eine „Line“ kann beliebig oft wiederholt werden.

## Modell-Truck-Trial

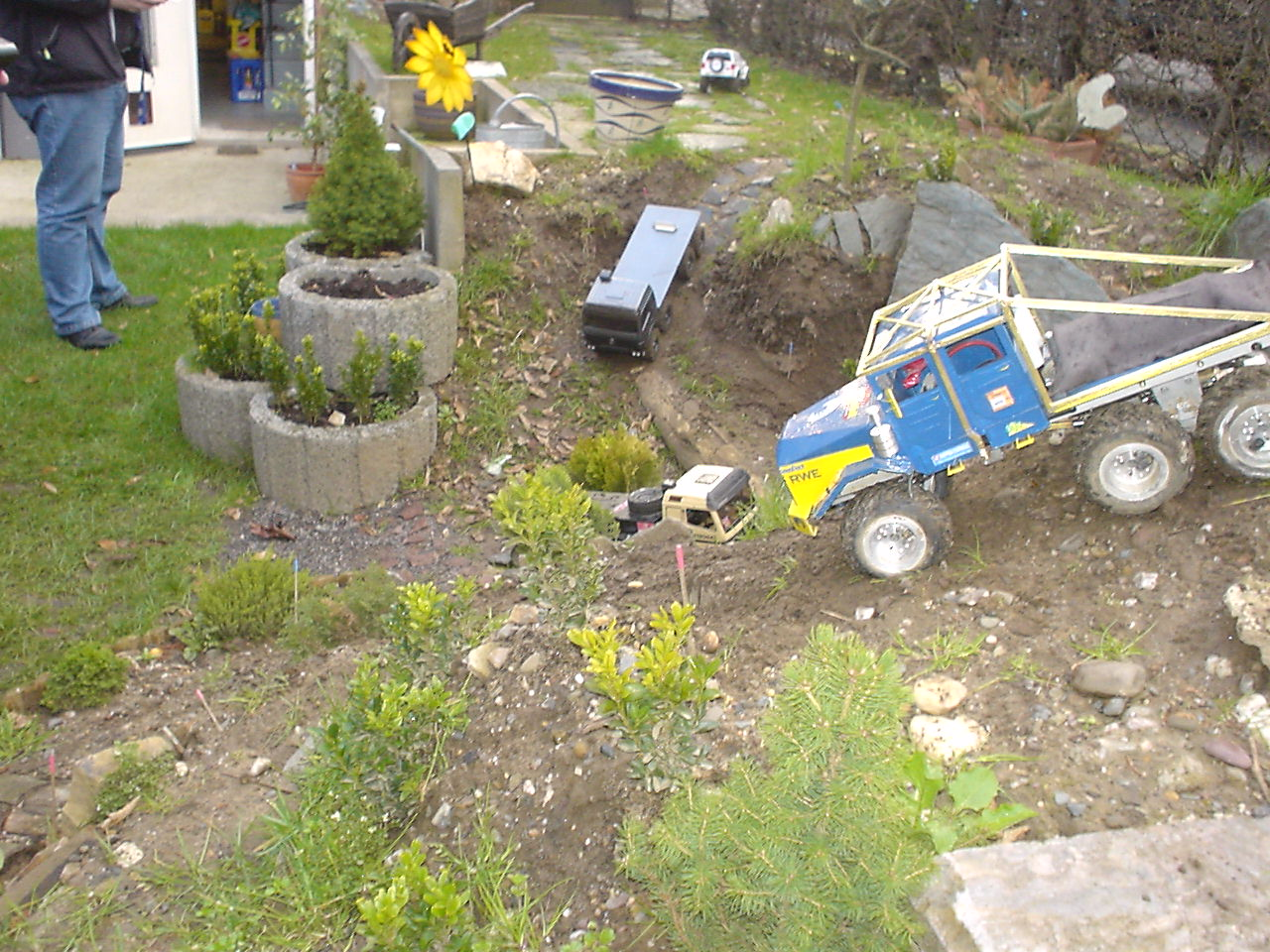
Trial (Modell)

Seit Mitte der neunziger Jahre findet man auch im Modellbau eine Trial-Sparte. In Sinsheim, zur Messe Faszination Modellbau, traten 1997 zum ersten Mal Modellbauer zum Wettbewerb an. Damals auch noch mit zweirad-getriebenen Modellen, die aber bald verschwanden. Im Laufe der Jahre lehnte sich der Modell-Truck-Trial in seinem Regelwerk an die großen Originale an, ohne die Besonderheiten der Modelle aus dem Auge zu verlieren. Wettbewerbe in diesem Bereich finden in fast ganz Deutschland ganzjährig statt. Auch im angrenzenden Ausland finden sich Freunde dieser Modellsportart.
Gefahren werden kann überall. Auf einer Baustelle, einem Sandhügel oder bei einem Ausflug in den Wald. Mit Hilfe von Holzstäbchen werden Tore gesteckt, die dann berührungslos durchfahren werden müssen.

## Verschiedenes
Heute gibt es „Trials“ aller Art: Während Motocrossmaschinen und Mountainbikes nach einem ähnlichen Modus gegeneinander, aber auch um die Zeit fahren, werden heute sehr viele Rennarten fast unterschiedslos so genannt.